# Valérand Poullain
Valérand Poullain (auch: Valerandus Polanus oder Valerandus Pollanus; * um 1520 in Lille; † Anfang 1558 in Frankfurt am Main) war ein reformierter Geistlicher der Reformationszeit.

## Leben und Werk
Poullain studierte an der Universität Löwen, wo er die Würde eines Magisters erwarb. 1540 wurde er zum Priester geweiht. 1543 kam er als reformierter Prediger nach Straßburg, 1547 nach Glastonbury. Während der katholischen Restauration unter Königin Maria I. musste er England Ende 1553 verlassen. Über Antwerpen gelangte er gemeinsam mit 24 wallonischen Flüchtlingsfamilien Anfang 1554 nach Frankfurt am Main, wo er zu ihrem Sprecher wurde. Am 16. März 1554 richtete er eine Bittschrift um Aufnahme an den Rat der Stadt, der am 18. März auf Fürsprache des Patriziers Johann von Glauburg beschloss: sol man Inen wilfaren und Sy in dem namen gots aufnehmen. Dieser Tag markiert das Gründungsdatum der französisch-reformierten Gemeinde in Frankfurt.
Poullain verfasste eine Gemeindeordnung, die vom Rat als Inhaber des Kirchenregiments anerkannt und gedruckt wurde. Am 8. Mai 1554 stellte der Rat den französischen Flüchtlingen die seit 12 Jahren leerstehende Weißfrauenkirche für ihren Gottesdienst zur Verfügung.
Poullain galt als scharfzüngiger Polemiker, der in Fragen der Liturgie und des Bekenntnisses, vor allem in der Abendmahlslehre, bald in Konflikt mit den lutherischen Predigern der Stadt geriet, vor allem mit Hartmann Beyer. Auch in Teilen seiner Gemeinde verlor er daraufhin an Rückhalt. Poullain wurde im September 1556 vor ein Schiedsgericht gestellt, das der mit ihm befreundete Johannes Calvin im Hause des Patriziers Claus Bromm leitete. Der Versuch der Streitschlichtung blieb jedoch ergebnislos.
Am 20. Oktober 1556 gab Poullain sein Predigeramt auf, blieb aber weiterhin in Frankfurt. Mit zahlreichen theologischen Streitschriften, darunter im Mai 1557 der Antidotus, und Übersetzungen griff er weiterhin in den Bekenntnisstreit zwischen den vorherrschenden Lutheranern und den reformierten Einwanderern ein. Sein genaues Todesdatum ist unbekannt.